# Кухта Віктор Іванович
Ві́ктор Іва́нович Ку́хта  (*6 січня 1932, на Полтавщині — †2000) — український бандурист-віртуоз, композитор, педагог. Учень А. Бобиря.

## Біографія
Працював солістом Київської філармонії. Багато років пропрацював на Державному радіо, як соліст. Перший виконавець бандурист-інструменталіст, з розрахунком на якого було написано «Концерт» для бандури і балалайки з симфонічним оркестром, композитор Таранов Г. П. (1954 р.).
Викладав у Київському музичному училищі ім. Р. Глієра. Автор ряду композицій та збірників для бандури.